# Joel Reyes
Joel Antonio Reyes Zuñiga (Peñaflor, Chile, 8 de abril de 1972) es un exfutbolista chileno. Jugó como volante.

## Trayectoria
Comenzó a jugar al fútbol en el Club Deportivo Arauco de Recoleta como delantero, para luego irse a probar a las divisiones inferiores de Audax Italiano, resultando dicha prueba exitosa. Su primer entrenador fue Rosauro Parra.
Tras no lograr debutar en el primer equipo, firmó por Deportes Los Andes (hoy Trasandino) de la Tercera División de Chile. En 1996 firmó por Colchagua de la Primera B, en lo que es su debut en el fútbol profesional. Para la siguiente temporada fichó por Deportes Antofagasta de la Primera División, para el segundo semestre defender los colores de Ñublense de la Primera B.
En 1998 estuvo dos meses sin jugar. Tras tener todo acordado para regresar a Deportes Antofagasta, finalmente firmó por Unión San Felipe de la Primera B. Tras el receso del fútbol chileno por la Copa América 1999, es transferido a Santiago Morning de la Primera División, en donde formó parte del equipo que salió subcampeón de la Copa Apertura 2000 la temporada siguiente.
El año 2002 fichó por Colo-Colo de la Primera división, siendo el primer jugador contratado por el equipo albo decretado en quiebra.Formó parte del equipo que se coronó campeón del Torneo Clausura 2002. En 2004 firmó por Universidad de Concepción, donde jugó la Copa Libertadores 2004, primera participación internacional del conjunto forero en su historia.
Luego de una temporada con el Campanil, en 2005 firma con Unión Española, logrando obtener su segundo título como futbolista, el Torneo Apertura 2005.En diciembre de 2006, tras terminar su contrato con el conjunto hispano, ficha por Everton por expresa petición del entrenador Juvenal Olmos.
El 8 de enero de 2009, tras llegar a un acuerdo para rescindir su contrato con Everton, es anunciado su regreso a Ñublense, esta vez en la Primera División.Se volvió un titular indiscutido del equipo, además de capitán en la primera participación del conjunto chillanejo en copas internacionales, la Copa Sudamericana 2008. Tras la salida de Fernando Diaz, se generaron problemas entre Reyes y un grupo de compañeros, lo que terminó por generar la salida del volante de Ñublense a fines de la temporada 2010.
En diciembre de 2010 es anunciado su regreso a Santiago Morning. Luego de descender a la Primera B a fines de la temporada 2011,se retira del fútbol.

## Selección nacional
Fue nominado a la Selección chilena por primera vez el verano del año 2000, para enfrentar partidos amistosos ante los combinados de Estados Unidos y Costa Rica. Al año siguiente, lo nominó el nuevo entrenador Pedro García para amistosos ante Honduras y México. Su última convocatoria fue por Nelson Acosta en agosto de 2005, para defender a La Roja en un amistoso ante Perú.Disputó 5 partidos, sin marcar goles.

### Partidos internacionales
| Partidos internacionales | Partidos internacionales | Partidos internacionales                                 | Partidos internacionales | Partidos internacionales | Partidos internacionales | Partidos internacionales | Partidos internacionales | Partidos internacionales | Partidos internacionales |
| N.º                      | Fecha                    | Estadio                                                  | Local                    | Resultado                | Visitante                | Goles                    | Asistencias              | DT                       | Competición              |
| ------------------------ | ------------------------ | -------------------------------------------------------- | ------------------------ | ------------------------ | ------------------------ | ------------------------ | ------------------------ | ------------------------ | ------------------------ |
| 1                        | 29 de enero de 2000      | Estadio Francisco Sánchez Rumoroso, Coquimbo, Chile      | Chile                    | 1-2                      | Estados Unidos           |                          |                          | Nelson Acosta            | Amistoso                 |
| 2                        | 2 de febrero de 2000     | Estadio Ricardo Saprissa, Tibás, Costa Rica              | Costa Rica               | 1-0                      | Chile                    |                          |                          | Nelson Acosta            | Amistoso                 |
| 3                        | 21 de marzo de 2001      | Estadio Olímpico Metropolitano, San Pedro Sula, Honduras | Honduras                 | 3-1                      | Chile                    |                          |                          | Pedro García             | Amistoso                 |
| 4                        | 11 de abril de 2001      | Estadio Tecnológico, Monterrey, México                   | México                   | 1-0                      | Chile                    |                          |                          | Pedro García             | Amistoso                 |
| 5                        | 17 de agosto de 2005     | Estadio Jorge Basadre, Tacna, Perú                       | Perú                     | 3-1                      | Chile                    |                          |                          | Nelson Acosta            | Amistoso                 |
| Total                    | Presencias               | 5                                                        | Goles                    | 0                        |                          |                          |                          |                          |                          |

| Selección chilena | Selección chilena | Selección chilena |
| Año               | Partidos          | Goles             |
| ----------------- | ----------------- | ----------------- |
| 2000              | 2                 | 0                 |
| 2001              | 2                 | 0                 |
| 2005              | 1                 | 0                 |
| Total             | 5                 | 0                 |

## Clubes
| Club                      | País  | Año       |
| ------------------------- | ----- | --------- |
| Deportes Los Andes        | Chile | 1993-1995 |
| Deportes Colchagua        | Chile | 1996      |
| Deportes Antofagasta      | Chile | 1997      |
| Ñublense                  | Chile | 1997      |
| Unión San Felipe          | Chile | 1998-1999 |
| Santiago Morning          | Chile | 1999-2001 |
| Colo-Colo                 | Chile | 2002-2003 |
| Universidad de Concepción | Chile | 2004      |
| Unión Española            | Chile | 2005-2006 |
| Everton                   | Chile | 2007      |
| Ñublense                  | Chile | 2008-2010 |
| Santiago Morning          | Chile | 2011      |

## Palmarés
| Título           | Club           | País  | Año           |
| ---------------- | -------------- | ----- | ------------- |
| Primera División | Colo Colo      | Chile | Clausura 2002 |
| Primera División | Unión Española | Chile | Apertura 2005 |